# Российская государственная библиотека искусств
Российская государственная библиотека искусств (РГБИ) — федеральное государственное бюджетное учреждение культуры, крупнейшая специальная библиотека в области искусства, обладающая ценными собраниями книг, периодических изданий, иконографических материалов. Богатство фондов и электронных информационных ресурсов, современная техническая оснащённость, уровень библиотечного сервиса делают сегодня РГБИ ведущей в своей сфере. РГБИ является методическим центром для библиотек по искусству, музейных библиотек и библиотек, имеющих отделы литературы по искусству.

## История
История Российской государственной библиотеки искусств зарождалась в недрах Малого театра. В 1921 году дирекцией театра было принято решение о создании учебной библиотеки при Драматических курсах Малого театра. Организация библиотеки была поручена литературоведу и педагогу, декану историко-литературного отделения театральной школы Малого театра, профессору А. А. Фомину, который стал её первым директором.
Торжественное открытие Академической библиотеки состоялось 24 мая 1922 года в здании Школы Малого театра на Пушечной улице, дом 2.
Основу фондов библиотеки составили печатные издания из Государственного Книжного фонда, личных собраний основателей библиотеки, Малого театра, Московского общества драматических писателей и композиторов, государственного книжного фонда, репертуарных библиотек Е. Н. Рассохиной, Ю. А. Камского, С. И. Напойкина.
Новаторская для того времени идея создания специализированной театральной библиотеки, которая должна была не только обеспечивать режиссёров, актёров, художников необходимой литературой, но и являться для них своеобразной творческой лабораторией, определила значение библиотеки и её место в культурном пространстве Москвы. С 1925 года она стала Государственной театральной библиотекой. Её сотрудники, среди которых были такие известные деятели науки, театра, литературы и искусства, как А. Г. Бовшек, А. А. Грушка, Д. Н. Кардовский, Н. А. Крашенинников, В. К. Мюллер, Н. А. Попов, А. Б. Салтыков, К. В. Сивков, В. А. Филиппов, Е. П. Херсонская и многие другие, помимо традиционной библиотечной работы, проводили тематические выставки, как в самой библиотеке, так и в театрах, читали доклады и лекции, подбирали изобразительный материал для театральных постановок.
Её услугами пользовались выдающиеся театральные деятели К. С. Станиславский, В. Э. Мейерхольд, Ю. А. Завадский, И. М. Москвин, Н. П. Охлопков, М. И. Бабанова, А. К. Тарасова; знаменитые театральные художники П. В. Вильямс, Е. Е. Лансере, Ю. И. Пименов, И. М. Рабинович, А. Г. Тышлер, К. Ф. Юон и многие другие представители творческих профессий.
С самого начала особенность библиотеки определялась в первую очередь деятельностью иллюстративного отдела, который создал художник, профессор П. П. Пашков. В течение 25 лет своей работы в библиотеке он заложил традиции коллекционирования разных видов изобразительных материалов, создал абсолютно новую методику работы с графическими материалами, использовавшимися художниками театра, кино и создателями других художественных произведений. Библиотека превратилась в научно-художественную лабораторию, творческую площадку.
В 1936 году с возникновением Комитета по делам искусств при Совете народных комиссаров СССР библиотека получила статус всесоюзной, а с 1945 года стала называться Государственной центральной театральной библиотекой. «Театралка», как называли её москвичи, начала обслуживать периферийные театры, был организован отдел театральной прессы, занявшийся созданием коллекции газетных публикаций.
Во второй половине 30-х годов, в период идеологических запретов, уничтожения многих книг и архивных материалов, библиотеке удалось сохранить для истории множество документов о событиях и представителях отечественной культуры и искусства.
В годы Великой Отечественной войны библиотека не закрывалась. Продолжалась интенсивная работа по обслуживанию режиссеров, художников и актёров, готовивших программы для фронтовых бригад.
В 1948 году библиотека переехала в дом № 8/1 по Пушкинской улице (ныне ул. Большая Дмитровка), построенный в 1793 году по проекту, вошедшему в знаменитый альбом М. Ф. Казакова. История этого дома всегда была связана с театром. Известно, что первый владелец дома, сенатор Н. Е. Мясоедов, содержал здесь крепостной театр. В здании размещалось театральное училище, позже работала Московская контора императорских театров, в советское время — Управление государственных академических театров, редакция журнала «Театр». Деятельность библиотеки продолжила театральную историю знаменитой московской усадьбы.
В 50-70-е годы XX в. значительно выросли фонды библиотеки, увеличилось количество читателей, расширились формы их обслуживания. Появились отраслевой библиографический и методический отделы, началось интенсивное издание библиографических указателей, организация книжно-иллюстративных выставок, читательских конференций, творческих встреч. Услугами библиотеки активно пользуются кинорежиссёры, архитекторы, дизайнеры, искусствоведы, историки. В 80-е годы расширяется видовой состав библиотечного фонда, в 90-е создаётся фонд электронных изданий и коллекция видеоматериалов.
Увеличение информационных ресурсов, разнообразие фондов, расширение круга пользователей позволили преобразовать главную театральную библиотеку в ведущую библиотеку в сфере искусства и гуманитарных наук. С 1992 года её новый официальный статус — Российская государственная библиотека по искусству. Активное внедрение компьютерных технологий, переход на новый уровень информатизации, расширение культурных и научных запросов сделали библиотеку информационным, научно-консультативным центром по проблемам искусства.
C 2009 г. РГБИ становится общедоступной и открытой для всех граждан. Постоянно растут собрания и коллекции библиотеки, её востребованность в обществе, комплекс услуг и возможности. В 2010 г. окончательно уточнено название библиотеки — Российская государственная библиотека искусств.

## Ресурсы
РГБИ является базовым ресурсом для сохранения, изучения и развития культуры, искусства, гуманитарных дисциплин, информационным центром отрасли. Сегодня фонд библиотеки насчитывает около 2 миллионов единиц хранения.
Комплектование фонда ведётся по широкому спектру гуманитарных наук, органически связанных с театром, драматургией, кино, изобразительным и декоративно-прикладным искусствами, архитектурой, историей и теорией литературы, культурологией, социологией искусства, историей России и зарубежных стран, этнографией и т. д. Книги, журналы, газетные вырезки, театральные программы, фотографии, открытки, гравюры, то есть те виды документов, из которых традиционно складывалось видовое многообразие фондов РГБИ, дополняется коллекцией видеофильмов, изданий на CD, электронных изданий.
В фонде представлены книги с XVI века на русском и иностранном языках. Среди уникальных экземпляров — отечественные старопечатные книги середины XVIII века, прижизненные издания произведений К. Гольдони, братьев Гонкур, А. П. Сумарокова, Д. И. Фонвизина, Я. Б. Княжнина, И. А. Крылова, П. А. Плавильщикова, А. С. Пушкина; богатейшее собрание пьес П. А. Каратыгина, Д. Т. Ленского, Ф. А. Кони, П. И. Григорьева. Библиографической редкостью являются и такие первые послереволюционные издания, как манифест пролетарского театра «Революция и театр» П. М. Керженцева (М., 1918), 4-й том чудом сохранившегося авторского экземпляра «Истории танцев» С. Н. Худекова (Пг., 1918).
Фонд хранит коллекции литографированных пьес, библиотеки известных деятелей культуры, рукописи, ценные архивные материалы.
Собрание иконографических материалов хранится в Центре визуальной информации РГБИ. Здесь собран комплекс визуальных документов XVI—XXI веков, уникальный по своему составу и представляющий большой историко-культурный интерес.
Графика, фотографии, гравюры, открытки, репродукции, сгруппированные по темам: виды городов и местностей, портреты, труд и быт, типы, история, мифология, религия, костюм, иллюстрации к литературным произведениям и т. д., являются ценнейшими материалами для исторически точного художественного воспроизведения особенностей стран, времён, типажей, костюмов. Коллекция образцов тканей XIX—XX веков, хранящаяся в фонде библиотеки, даёт уникальную возможность художникам, сценографам, костюмерам в работе над историческими проектами абсолютно точно воссоздавать исторические костюмы, интерьеры.
С 2002 года РГБИ является участницей Сводного каталога библиотек России (СКБР), предоставляющего возможность активного сотрудничества с библиотеками страны.
Фонды библиотеки стали основой для формирования специальных баз данных. Ведётся активная работа по созданию репертуарных баз данных «Драматургия», «Действующие лица». БД «Действующие лица» формируется на материалах конкурса современной драматургии, соучредителем которого является РГБИ. Специализированные базы данных «Изобразительный материал» содержат изображения и описания гравюр, открыток, фотографий, репродукций, хранящихся в фонде РГБИ.
РГБИ первой в стране открыла доступ читателям к значительным мировым ресурсам искусствоведческой тематики, внедрив «The Vogue Archive» и «Humanities Full Text Collection». База «The Vogue Archive» содержит все номера американского издания журнала «Vogue» с первого выпуска 1892 года. Это уникальное собрание материалов по истории и современному состоянию международной моды, культуры и общества, представляющее работы дизайнеров, стилистов и фотографов мирового уровня. «Humanities Full Text Collection» содержит базу журналов «ProQuest» с публикациями по искусству, дизайну, археологии, архитектуре и различным направлениям культурологии.
Библиотека с 2005 г. приступила к созданию электронной библиотеки, которая обеспечивает широкий доступ к оцифрованным изданиям, полнотекстовым электронным базам, существенно облегчает работу с редким фондом.

## Научная и издательская деятельность
Научная деятельность библиотеки сконцентрирована на проблематике, в которой РГБИ занимает ведущие позиции. Вопросы театрального источниковедения, изучение фондов, архивов, коллекций, истории изданий отражены в исследованиях, докладах, сообщениях, выпуске научных изданий и вспомогательных научных справочников.
Раз в два года РГБИ проводит симпозиум «Михоэлсовские чтения», собирающий специалистов из СНГ и других стран. «Михоэлсовские чтения», начинавшиеся в 1997 году с изучения творческого наследия великого актёра и режиссёра Соломона Михоэлса и истории еврейского театра, сегодня стали единственным в мире научным симпозиумом, обсуждающим проблемы национального театра в контексте многонациональной культуры.
РГБИ организует научные конференции «Театральная книга между прошлым и будущим», каждая из которых посвящена специальной теме.
Проблематика конференций с одной стороны напрямую связана с искусствоведением, историей театра, культурологией и другими гуманитарными дисциплинами, с другой — посвящена источниковедческим ресурсам, коллекциям, архивам. Чтения стали регулярным научным международным форумом, материалы и исследования которого пополнили раздел искусствоведения, посвящённый национальному театру. В конференциях принимают участие исследователи из России, Беларуси, Литвы, Германии, Израиля, США, Великобритании, Японии, Румынии, Канады, Украины, Чехии и других стран.
РГБИ как научно-методический центр, осуществляет разработку научно-методической документации, проводит семинары, способствующие обмену знаниями в рамках библиотечного и музейного сообщества и оказания методической помощи библиотекам.
Методические разработки и акции РГБИ имеют общеотраслевое значение. Научно-практические семинары привлекают внимание специалистов из многих библиотек, музеев, художественных галерей, издательств. Темы семинаров затрагивает важные аспекты работы со специализированными фондами и коллекциями, актуальные проблемы развития ресурсов, внедрение современных технологий в библиотечную практику.
Специалисты РГБИ выступают с докладами на российских и международных конференциях, публикуют статьи в специальной литературе, ведут активную деятельность в Российской библиотечной ассоциации, где РГБИ является штаб-квартирой Секции библиотек по искусству и музейных библиотек.
Библиотека регулярно участвует в конгрессах Международной Федерации библиотечных ассоциаций (International Federation of Library Associations — IFLA), заседаниях Международной ассоциации театральных библиотек и музеев (Société Internationale des Bibliothèques et des Musées des Arts du Spectacle — SIBMAS), работе международных книжных ярмарок.

## Выставочная и просветительская деятельность
РГБИ широко известна своими выставками, которые проходят в библиотеке, на выставочных площадках Москвы, городов России, за рубежом (Литве, Венгрии, США, Сербии, Бельгии, Словении, КНДР и других странах).
Фирменный стиль экспозиций РГБИ — соединение раритетов библиотечных фондов с экспонатами музеев и других культурных учреждений, предметами из коллекций общественных организаций, частных собирателей, работами, выполненными художниками с использованием материалов библиотеки.
Наиболее востребованы выставки, посвящённые истории костюма, культовой архитектуре, документам времён Первой мировой войны, редким театральным открыткам и т. д.
Неоднократно в экспозициях демонстрировалось искусство выдающихся читателей — художников театра и кино: С. Бархина, С. Бенедиктова, Р. и В. Вольских, О. Шейнциса,
О. Кручининой, Э. Маклаковой, Б. Мессерера, Л. Нови и др. Большой интерес вызывают выставки курсовых и дипломных работ студентов Школы-студии МХАТ и ВГИКа, созданных на базе РГБИ
Библиотека является культурно-просветительским центром. В залах РГБИ регулярно проходят концерты, спектакли, презентации книг, мастер-классы, встречи с режиссёрами, писателями, артистами, художниками.
В 2009 году был открыт уникальный Музей читателя РГБИ, экспозиции которого представляют библиотеку как творческую лабораторию, где актёры, режиссёры, художники театра и кино, дизайнеры, используя богатейшие возможности фондов библиотеки, работают над созданием художественных произведений. Экспонаты наглядно демонстрируют многолетнее сотрудничество РГБИ с ведущими театрами, киностудиями, художественными вузами, издательствами.
В 1933 г. К. С. Станиславский дал высокую оценку Театральной библиотеке как «единственной в своем роде». Слова великого режиссера актуальны для библиотеки искусств и сегодня.

## Награды
- Благодарность Президента Российской Федерации (27 февраля 2023 года) — за заслуги в развитии отечественной культуры и искусства, многолетнюю плодотворную деятельность[1].